# Paspalum peckii
Paspalum peckii är en gräsart som beskrevs av Frederic Tracy Hubbard. Paspalum peckii ingår i släktet tvillinghirser, och familjen gräs. Inga underarter finns listade i Catalogue of Life.